# フレッド・コーエン
フレッド・コーエン（Fred Cohen）は、アメリカのコンピュータ科学者。コンピュータウイルスの対策方法の発明者として知られる。
南カリフォルニア大学の学生であった1983年、指導教授のレオナルド・エーデルマンの講義中にコンピューターの動作を奪う寄生ソフトを開発する。
コーエンが1984年に書いた論文 Experiments with Computer Viruses（コンピュータウイルスの実験）によれば、コンピュータウイルスという用語はエーデルマンが考案したという）
コーエンが1987年に発表した論文では全てのウイルスを完璧に探知できるアルゴリズムは存在しないことが理論的に示された。